# Книга за джунглата (филм, 1967)
Вижте пояснителната страница за други значения на Книга за джунглата.
„Книга за джунглата“ (на английски: The Jungle Book) е американски анимационен музикален приключенски фентъзи филм от 1967 г., продуциран от Уолт Дисни Прадакшънс и издаден от Буена Виста Дистрибушън. Филмът е базиран на историите за „Маугли“ от едноименната книга от Ръдиард Киплинг от 1894 г. Това е последният пълнометражен анимационен филм, продуциран от Уолт Дисни, който умира по време на продукцията му. Режисиран е от Волфганг Райтерман със сценарий от Лари Клемънс, Ралф Райт, Кен Андерсън и Ванс Гери и е озвучен от Фил Харис, Себастиан Кабо, Луи Прима, Джордж Сандърс, Стърлинг Холоуей, Джон Абот и Брус Райтерман. Сюжетът на филма проследява Маугли, израснал и отгледан в индийската джунгла от вълци, докато приятелите му, пантерата Багира и мечката Балу, се опитват да го убедят да напусне джунглата, преди да пристигне безмилостният тигър Шир Хан.
Ранните версии както на сценария, така и на саундтрака следват по-детайлно творбата на Киплинг, с драматичен, тъмен и зловещ тон, който Дисни не иска в своя филм, което води до замяната на сценариста Бил Пийт и композитора Тери Гилкисън.
Премиерата на Книга за джунглата е на 18 октомври 1967 г. Филмът е приет положително, с признание за саундтрака си, включващ пет песни на братята Шърман и една от Гилкисън. С приходи от 23,8 милиона долара в световен мащаб, филмът първоначално е вторият най-касов анимационен филм на „Дисни“ в Съединените щати и Канада, деветият най-касов филм от 1967 г. и също е успешен по време на преизданията си. Филмът е успешен и по целия свят, превръщайки се в най-касовия филм в Германия по брой зрители. „Дисни“ издава игрална адаптация през 1994 г. и анимационно продължение, Книга за джунглата 2, през 2003 г.; игрален римейк, съчетан с анимация, режисиран от Джон Фавро, е издаден през 2016 г., като продължението на този филм е в процес на разработка.

## Актьори
- Брус Райтерман – Маугли, осиротяло момче, обикновено наричано от другите герои "човешко дете".
- Фил Харис – Балу, бърнеста мечка, който води безгрижен живот и вярва в това, че добрите неща в живота идват от само себе си.
- Себастиан Кабо – Багира, сериозна черна пантера, която е решена да върне Маугли обратно в селото и не одобравя безгрижния подход на Балу към живота.
- Луи Прима – Крал Луи, орангутан, който иска да бъде човек и иска от Маугли да го научи да прави огън.
- Джордж Сандърс – Шир Хан, интелигентен и изтънчен, но безмилостен бенгалски тигър, който мрази всички хора заради страха, който изпитва към техните оръжия и огън, и иска да убие Маугли.
- Стърлинг Холоуей – Каа, индийски питон, която също търси Маугли, за да го погълне, но комично се проваля всеки път.
- Джей Пат О'Мали – Полковник Хати, индийски слон / Бъзи, лешояд
- Верна Фелтън – Уинифред, съпругата на полковник Хати.
- Клинт Хоуард – Младши, синът на полковник Хати

## Синхронен дублаж

### Гласове
| Роля                     | Изпълнител                                         |
| ------------------------ | -------------------------------------------------- |
| Мечокът Балу             | Николай Петров                                     |
| Пантерата Багира         | Мариус Донкин                                      |
| Луи, кралят на маймуните | Георги Георгиев                                    |
| Шир Хан, тигърът         | Красимир Куцупаров (диалог) Атанас Сребрев (вокал) |
| Каа, змията              | Стефан Стефанов                                    |
| Полковник Хати           | Симеон Викторов                                    |
| Уинифред                 | Рая Нанкова                                        |
| Маугли                   | Пламен Цветанов                                    |
| Зиги                     | Ненчо Балабанов (диалог) Цветомир Цанков (вокал)   |
| Бъзи                     | Стефан Димитриев (диалог) Атанас Сребрев (вокал)   |
| Пляс                     | Ирослав Петков                                     |
| Дизи                     | Анатоли Божинов                                    |
| Девойката                | Даниела Ковачева                                   |
| Акила                    | Цветан Ватев                                       |
| Рама                     | Станислав Пищалов                                  |
| Мърлявият слон           | Георги Георгиев                                    |

### Песни
| Песен              | Изпълнява                                                                                  |
| ------------------ | ------------------------------------------------------------------------------------------ |
| Слонски марш       | Димитър Дърлев Богомил Спиров Орлин Павлов Симеон Викторов Георги Георгиев Христо Михайлов |
| Ду би ди бу        | Николай Петров                                                                             |
| Важните неща       | Николай Петров Пламен Цветанов Мариус Донкин                                               |
| Искам човек да съм | Георги Георгиев                                                                            |
| Вярвай в мен       | Стефан Стефанов                                                                            |
| Приятели до гроб   | Анатоли Божинов Атанас Сребрев Цветомир Цанков Ирослав Петков                              |

## Българска версия
| Обработка                       | Александра Аудио (2000)                 |
| ------------------------------- | --------------------------------------- |
| Режисьор на дублажа             | Живка Донева                            |
| Преводач                        | Кристин Балчева                         |
| Музикален режисьор              | Десислава Софранова                     |
| Превод на песните               | Десислава Софранова Цветомира Михайлова |
| Творчески колсутант             | Венета Янкова                           |
| Продуцент на българската версия | Disney Character Voices International   |